# Petrophile aspera
Petrophile aspera är en tvåhjärtbladig växtart som beskrevs av Charles Austin Gardner och D.B. Foreman. Petrophile aspera ingår i släktet Petrophile och familjen Proteaceae. Inga underarter finns listade i Catalogue of Life.